# Ernst Falkbeer
Ernst Falkbeer, född 27 juni 1819 i Brünn (nu Brno i Tjeckien), död 14 december 1885 i Wien, var en österrikisk schackmästare och journalist.
Falkbeer flyttade till Wien för att studera juridik, men blev istället journalist. Under revolutionernas år 1848 flydde Falkbeer till Tyskland. Han spelade schack med de tyska mästarna Adolf Anderssen och Jean Dufresne i Leipzig, Berlin, Dresden och Bremen.
Han tilläts återvända till Wien 1853. Två år senare, i januari 1855, startade han den första schacktidningen i Österrike, Wiener Schachzeitung. Tidningen varade bara i några månader, och Falkbeer reste till London där han spelade två matcher mot Henry Bird. Falkbeer förlorade matchen 1856 (+1−2), men vann den 1856/1857 (+5−4=4). Vid cupen i Birmingham 1858 besegrade han Pierre Saint-Amant i andra ronden (+2−1), men förlorade mot Johann Löwenthal (+1−3=4). Falkbeer redigerade en schackkolumn i The Sunday Times mellan april 1857 och november 1859. Han återvände till Wien 1864, senare skrev han en schackkolumn i Neue Illustrirte Zeitung mellan 1877 och 1885.
Falkbeer är mer känd för sin schackteori än för sitt individuella spel. Han introducerade Falkbeers motgambit.